# Jakub Hempel
Jakub Hempel (auch Jakob Hempel oder Joachim Hempel, * 22. Juli 1762 in Allenstein; † 10. Mai 1831 in Lublin) war ein polnischer Architekt, vor allem im Großraum Lublin wirkte. Er war ein wichtiger Vertreter des Klassizismus.

## Leben
Hempel war deutschstämmig, studierte in Italien (hier entstand das Projekt zu einem großen Theater in Rom) und kam im Zuge der Teilungen 1790 nach Polen. Er wirkte dort als Generalbaumeister des Fürsten Adam Kazimierz Czartoryski in Puławy. Ab 1812 war er Baumeister des Departments Lublin im Herzogtum Warschau, ab 1821 der der Wojewodschaft in Kongresspolen. Hempel war an den meisten großen Bauvorhaben der Region in jener Zeit beteiligt. In Warschau entwarf er für den Lubomirski-Palast einen prächtigen Portikus, der auf zehn ionischen Säulen und einem Arkadenfundament ruht. In Warschau wurde 1830 von Andrzej Gołoński das Frageta-Mietshaus im Stil der Neorenaissance für ihn errichtet. Hempel starb in Lublin.